# Philautus saueri
Philautus saueri é uma espécie de anfíbio da família Rhacophoridae.
É endémica de Malásia.
Os seus habitats naturais são: regiões subtropicais ou tropicais húmidas de alta altitude.